# Anriette Schoeman
Anriette Schoeman (* 25. August 1977 in Aliwal North) ist eine ehemalige südafrikanische Radrennfahrerin. Sie wurde achtmal südafrikanische Meisterin im Straßenrennen.
2004 startete Schoeman bei den Olympischen Spielen in Athen und belegte im Straßenrennen Rang 55.
Nachdem Schoeman 2012 schon mit dem Radsport aufgehört hatte, ging sie 2016 wieder bei Rennen an den Start. Bei den südafrikanischen Straßenmeisterschaften wurde sie Dritte im Straßenrennen. Bei den afrikanischen Meisterschaften errang sie gemeinsam mit An-Li Kachelhoffer, Samantha Sanders und Lise Olivier Gold im Mannschaftszeitfahren, im Einzel-Straßenrennen belegte sie Platz fünf.

## Erfolge
1998
- Südafrikanische Meisterin – Straßenrennen

2000
- Südafrikanische Meisterin – Straßenrennen

2001
- Südafrikanische Meisterin – Straßenrennen

2002
- Südafrikanische Meisterin – Straßenrennen

2003
- Südafrikanische Meisterin – Straßenrennen

2004
- Südafrikanische Meisterin – Straßenrennen

2006
- Südafrikanische Meisterin – Straßenrennen

2016
- Afrikameisterin – Mannschaftszeitfahren (mit An-Li Kachelhoffer, Samantha Sanders und Lise Olivier)

## Teams
- 2010 Lotto Ladiesteam